# Лю Вэнь
Лю Вэнь (кит. упр. 刘雯, пиньинь Liú Wén; род. 27 января 1988, Юнчжоу) — китайская супермодель, самая популярная модель Азии. В 2013 году стала первой азиатской моделью, вошедшей в список самых высокооплачиваемых моделей мира по версии журнала Forbes, заняв в нём пятое место; в 2014 году заняла седьмую позицию.

## Биография
Родилась в 1988 году в Юнчжоу провинции Хунань. Была единственным ребёнком в семье. В 2005 году приняла участие в конкурсе New Silk Road World Model Contest, который не выиграла, однако обратила на себя внимание и вскоре стала работать на подиуме. В 2007 году попала в поле зрения Карла Лагерфельда после съёмки для китайского каталога его торговой марки. В 2008 году переехала в Париж и подписала первый профессиональный контракт, в этом же году дебютировала на международном подиуме на неделе высокой моды в Париже, продефилировав для Burberry. В 2009 году стала первой азиатской моделью, принявшей участие в итоговом показе Victoria’s Secret. В 2010 году, с 70 показами, стала второй по востребованности моделью мира после француженки Констанс Яблонски. В июне 2014 года сайт models.com признал Лю Вэнь новой супермоделью. На конец 2014 года Лю Вэнь, на страницу которой в Weibo были подписаны 8 800 000 человек, являлась топ-моделью с самой большой поддержкой в социальных медиа.
Лю Вэнь принимала участие в показах Chanel, Thierry Mugler, Balmain, Vionnet, Nina Ricci, Givenchy, Gucci, Derek Lam, Michael Kors, DKNY, Proenza Schouler, Oscar de la Renta, Jason Wu, Sportmax Code, Etro, Dolce & Gabbana, Francesco Scognamiglio, Kenzo, Hermes, Stella McCartney, Anthony Vaccarello, Paco Rabanne, Guy Laroche, Gareth, Louis Vuitton, Lanvin, Alberta Ferretti, Alexander McQueen, Anna Sui, Balengiaga, Barbara Bui, Cacharel, Carlos Miele, Carolina Herrera, Gap, Isaac Mizrahi, Jean Paul Gaultier, L'Wren Scott, Marc by Marc Jacobs, Matthew Williamson, Moschino, Naeem Khan, Narciso Rodriguez, Nicole Miller, Ohne Titel, Peter Som, Pollini, Rad Hourani, Rag & Bone, Ralph Lauren, Reem Acra, Richard Chai, Roberta Scarpa, Roberto Cavalli, Sari Gueron, Vera Wang и других.
В 2009, 2010, 2011 и 2012 годах была приглашена на итоговые показы компании Victoria’s Secret.